# Melbourne Indoor 1981
Il Melbourne Indoor 1981 è stato un torneo di tennis giocato sintetico indoor. È stata la 2ª edizione del Melbourne Indoor, che fa parte del Volvo Grand Prix 1981. Si è giocato a Melbourne in Australia dal 19 al 25 ottobre 1981.

## Campioni

### Singolare maschile
Peter McNamara ha battuto in finale  Vitas Gerulaitis con il punteggio di 6–4, 1–6, 7–5

### Doppio maschile
Paul Kronk /  Peter McNamara hanno battuto in finale  Sherwood Stewart /  Ferdi Taygan con il punteggio di 3–6, 6–3, 6–4